# Igor Anatoljewitsch Komarow

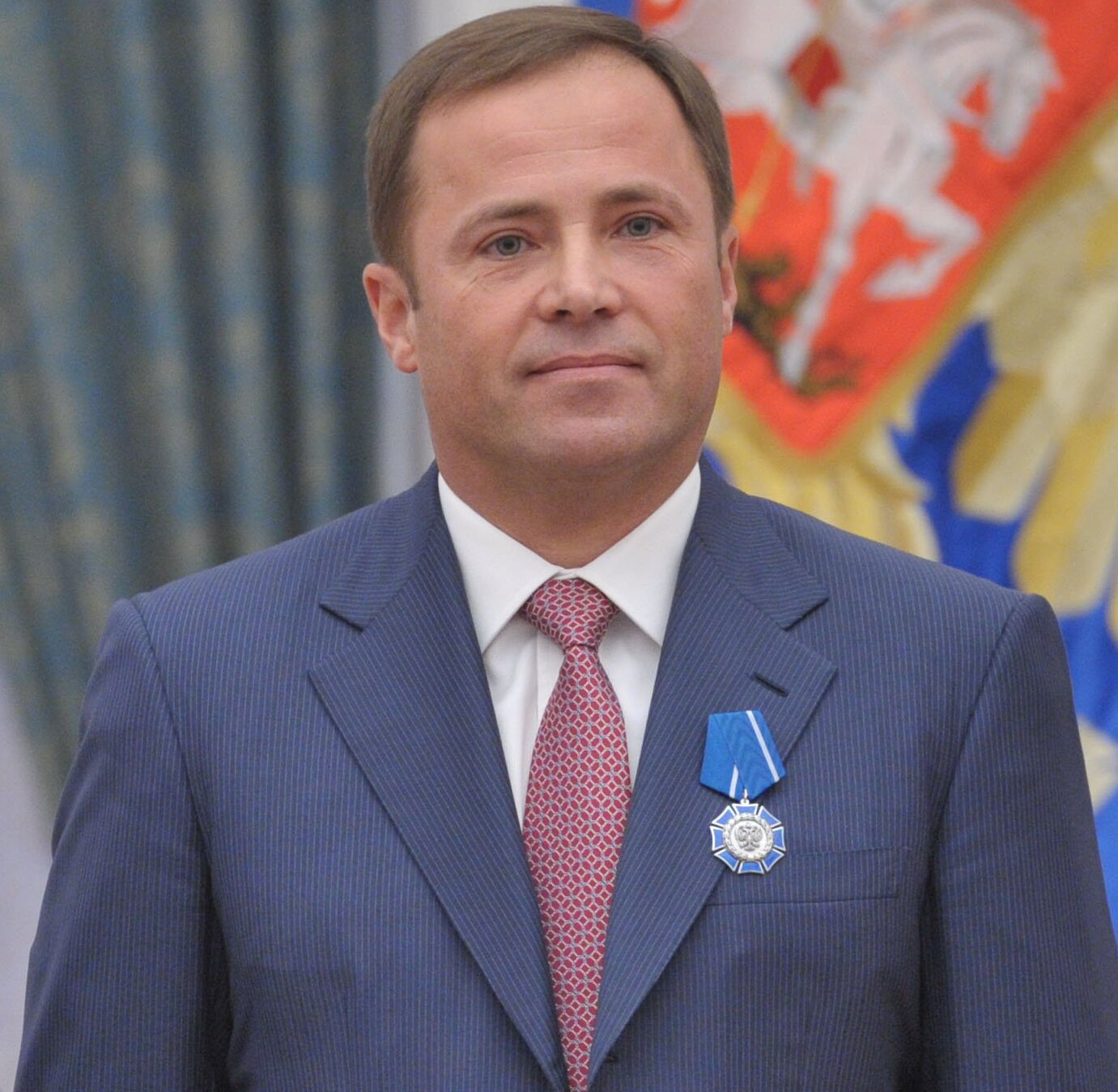
Igor Anatoljewitsch Komarow

Igor Anatoljewitsch Komarow (russisch Игорь Анато́льевич Комаро́в; * 25. Mai 1964 in Engels, Oblast Saratow, RSFSR, UdSSR) ist ein russischer Politiker, Industrieller, Finanzier und Manager. Ab September 2018 ist er bevollmächtigter Vertreter des russischen Präsidenten im Föderationskreis Wolga.

## Leben
Komarow schloss 1986 die Lomonossow-Universität Moskau als „Ökonom“ ab. Zwischen 1992 und 2002 hatte er leitende Positionen in verschiedenen Kredit- und Finanzinstitutionen Russlands inne (Inkombank, National Reserve Bank, Sberbank). Von 2002 bis 2008 war er stellvertretender Generaldirektor für wirtschaftliche und Finanzfragen im größten russischen Bergbauunternehmen Nornickel.
Im Oktober 2008 wurde Komarow zum Berater des Generaldirektors der erst vor einem Jahr gegründeten Staatsgesellschaft Rostec, die auf die Entwicklung, Produktion und den Export von industriellen High-Tech-Erzeugnissen für den zivilen und militärischen Bereich spezialisiert ist.
Im Mai 2009 wurde Komarow zum Vizepräsidenten des größten russischen Personenkraftwagenherstellers AwtoWAS ernannt. Nur vier Monate später übernahm er den Präsidentenposten dieses Unternehmens. Er trieb radikale Reformen in der Autoindustrie voran und stellte unter anderem die Herstellung des in meisten GUS-Ländern beliebten sowjetischen Personenkraftwagens WAS-2107 ein.
Im Oktober 2013 wurde Komarow auf Erlass des Ministerpräsidenten Dmitri Medwedew zum stellvertretenden Leiter der russischen Weltraumorganisation Roskosmos berufen.
Im März 2014 wurde Komarow von der russischen Regierung mit der Leitung der Vereinigten Raketen- und Raumfahrtkorporation betraut. Am 21. Januar 2015 bekam er schließlich den Chefposten von Roskosmos.
Am 24. Mai 2018 entband Präsident Wladimir Putin Komarow von seinem Amt als Chef von Rosmos und ernannte ihn am 7. September desselben Jahres zum bevollmächtigten Vertreter des russischen Präsidenten im Föderationskreis Wolga. In der Zwischenzeit (Juli bis September 2018) war er als stellvertretender Minister für Wissenschaft und Hochschulbildung Russlands tätig. Am 29. November 2018 wurde Komarow zum Wirklicher Staatsrat 1. Klasse der Russischen Föderation befördert.
Im April 2022 wurde Komarow auf eine Sanktionsliste der Vereinigten Staaten gesetzt.